# Daria’s Sick, Sad Life Planner
Больной безумный планировщик Дарьи — программа 1999 года, разработанная компанией Hypnotix и изданная Саймон Шустер интерактив. Она основана на мультсериале MTV Дарья. Как и телевизионное шоу, эта программа ориентирована на подростков. Он включает цифровой журнал, адресную книгу, календарь и планировщик с основанными на сериале темами, графиками и котировками, а также видео- и аудио клипами. В аудиоклипах используются те же голоса актеров, что и в телевизионном шоу.

## Прием
Игра получила отзывы от смешанных до отрицательных. Рецензент Нью-Йорк Таймс дала программе смешанный обзор, заявив, что, хотя инструменты и аксессуары были полезны, дополнительные инструменты Дарьи, такие как заставки и иконки, были неутешительными. Рецензент также отметил, что человеконенавистнические цитаты из Дарьи и аудио-клипы, вроде комментария Дарьи Моргендорфер «отлично, еще один человек, который делает вид, что ты ему нравишься» при добавлении контакта в адресную книгу, делают затруднительным писать что-либо оптимистичное, делая вывод, что программа может стимулировать антисоциальное мышление среди подростков.
Allgame дал программе 2 из 5 звезд. Высоко оценивая некоторые аспекты, такие как заставки и парольную защиту объекта, эксперт заявил, что в целом программа была скучной и не содержащей ничего интересного для её использования, заключив: «Может быть, дело в том, что он должен быть немного скучноват, как видно из его названия.»